# Gondolkozz pasiaggyal! 2.
A Gondolkozz pasiaggyal! 2. (eredeti cím: Think Like a Man Too) 2014-ben bemutatott amerikai romantikus filmvígjáték, Tim Story rendezésében. Ez a folytatása a 2012-ben bemutatott Gondolkozz pasiaggyal! című filmnek, amely Steve Harvey könyve alapján készült. A forgatókönyvet David A. Newman és Keith Merryman írta, Will Packer visszatér producerként, viszont most Will Packer gyártócég alatt. A főszereplők Michael Ealy, Meagan Good, Regina Hall, Terrence J, Taraji P. Henson, Romany Malco, Gabrielle Union, Jerry Ferrara, Wendi McLendon-Covey, Gary Owen, Kevin Hart, valamint Jennifer Lewis és La La Anthony.
A filmet 2014. június 20-án mutatta be a Screen Gems.
Bevételi szempontból sikeresen teljesített, ugyanis a 24 milliós költségvetésével szemben több mint 70 millió dollárt gyűjtött.

## Cselekmény
A párok ezúttal Las Vegasba mennek esküvőre. Candace (Regina Hall) és Michael (Terrence Jenkins) összeházasodnak, a legény- és lánybúcsú viszont rosszul alakul, ugyanis a párok egyazon helyen találkoznak össze, a Sin City-ben és végül börtönben végzik. Michael anyja teszi le az óvadékot.
A férfiakat medencés lányok veszik körül és szerencsejáték asztalokat ülnek meg, a nők pedig szórakozóhelyekre mennek el. A romantikus hétvége tervei azonban rosszul alakulnak, amikor különféle sikertelenségeik miatt olyan kompromittáló helyzetekbe kerülnek, ami a nagy esemény kisiklását eredményezi.

## Szereplők
| Szerep          | Színész              | Magyar hang       |
| --------------- | -------------------- | ----------------- |
| Cedric Ward     | Kevin Hart           | Kovács Lehel      |
| Dominic         | Michael Ealy         | Karácsonyi Zoltán |
| Lauren Harris   | Taraji P. Henson     | Zakariás Éva      |
| Michael Hanover | Terrence Jenkins     | Előd Álmos        |
| Candace Hall    | Regina Hall          | Tarr Judit        |
| Jeremy Kern     | Jerry Ferrara        | Fehér Tibor       |
| Kristen         | Gabrielle Union      | Bánfalvi Eszter   |
| Zeke Freeman    | Romany Malco         | Varga Gábor       |
| Mya             | Meagan Good          | Gáspár Kata       |
| Tish            | Wendi McLendon-Covey | Hámori Eszter     |
| Bennett         | Gary Owen            | Hajdu Steve       |
| Gail Ward       | Wendy Williams       | Balogh Anna       |
| Isaac           | Adam Brody           | Seszták Szabolcs  |
| Lee Fox         | Kelsey Grammer       | Barbinek Péter    |
| Eddie nagybácsi | Dennis Haysbert      | Vass Gábor        |

## Gyártás
A Gondolkozz pasiaggyal! 2. producere Will Packer lett. A film forgatása 2013 júniusában kezdődött Las Vegasban.
A film első előzetese 2014. február 11-én debütált, majd a mozikban Ealy, Hart és Hall Mi történt az éjjel? című filmjével egyidejűleg jelent meg.